# The Crowd
The Crowd és una pel·lícula estatunidenca de 1928 dirigida per King Vidor i protagonitzada per James Murray i Eleanor Boardman. El film segueix la vida de John Sims, un home de classe mitjana amb grans aspiracions que es trasllada a Nova York per triomfar. Tot i alguns moments de felicitat, la seva vida es veu marcada per la tragèdia i la frustració, en una crítica al somni americà.
Considerada una de les darreres grans obres del cinema mut, The Crowd destaca pel seu realisme i per l'ús innovador del muntatge i la posada en escena. Va ser nominada a dos premis Oscar i, el 1989, va ser inclosa al National Film Registry de la Biblioteca del Congrés dels Estats Units pel seu valor cultural i històric.